# Fire Down Below (1997)
Fire Down Below (bra: Ameaça Subterrânea; prt: Corrupção Total) é um filme estadunidense de 1997, dirigido por Félix Enriquez Alcalá e estrelado por Steven Seagal como o agente Jack Taggart.
O filme tem aparições de astros da música country como Randy Travis, Mark Collie, Ed Bruce, Marty Stuart e Travis Tritt.

## Elenco
- Steven Seagal .. Jack Taggart
- Marg Helgenberger .. Sarah Kellog
- Harry Dean Stanton .. Cotton Harry
- Stephen Lang .. Earl Kellogg
- Brad Hunt .. Orin Hanner, Jr.
- Levon Helm .. Reverendo Bob Goodall
- Kris Kristofferson .. Orin Hanner, Sr.
- Mark Collie .. Hatch Alex Harvey
- Ed Bruce .. Xerife Lloyd Foley
- Amelia Neighbors .. Edie Carr
- Richard Masur .. Phil Pratt
- Randy Travis .. Ken Adams
- Marty Stuart .. ele Mesmo
- Travis Tritt .. ele Mesmo
- Ernie Lively .. Todd
- James Mathers .. Marshall Adams